# Josef Tošovský
Josef Tošovský (ur. 28 września 1950 w Náchodzie) – czeski ekonomista i polityk, premier Republiki Czeskiej (1998).

## Życiorys
W latach 1968–1973 studiował handel zagraniczny w Wyższej Szkole Ekonomicznej w Pradze. W 1976 wstąpił do Komunistycznej Partii Czechosłowacji. Odbywał praktyki w Wielkiej Brytanii (1977) oraz we Francji (1980). W 1973 został zatrudniony w SBČS – banku centralnym Czechosłowacji, pełniąc m.in. funkcję doradcy prezesa. W połowie lat 80. podjął pracę w sektorze bankowym w Londynie. W 1989 wrócił do Pragi, gdzie został mianowany przez prezesem banku centralnego Czechosłowacji. 20 stycznia 1993 został prezesem Narodowego Banku Czeskiego. 17 grudnia 1997 po upadku rządu Václava Klausa prezydent Václav Havel powierzył mu kierowanie rządem. Funkcję premiera Josef Tošovský objął 2 stycznia 1998 i pełnił do 17 lipca 1998, gdy po kolejnych wyborach nowym premierem został Miloš Zeman. Następnie do 30 listopada 2000 ponownie kierował czeskim bankiem centralnym. Objął później stanowisko dyrektora instytutu stabilności finansowej w Bazylei (instytucji działającej w strukturach Banku Rozrachunków Międzynarodowych).